# Карша Рошије (Караш-Северин)
Карша Рошије (рум. Cârșa Roșie) насеље је у Румунији у округу Караш-Северин у општини Шопоту Ноу. Oпштина се налази на надморској висини од 464 m.

## Историја
По "Румунској енциклопедији" место је основано 1828. године, од становника оближњег Новог Сопота.

## Становништво
Према подацима из 2002. године у насељу је живело 79 становника, од којих су сви румунске националности.